# Muscle Shoals, Alabama
Muscle Shoals là một thành phố thuộc quận Colbert, tiểu bang Alabama, Hoa Kỳ. Dân số năm 2009 là 13073 người, mật độ đạt 325 người/km².